# Backpacker 3
Backpacker 3 är ett datorspel som går ut på att man ska resa runt i världen och svara på frågor inom olika yrkeskategorier. Backpacker 3 är en uppföljare till Backpacker och Backpacker 2. Till Backpacker 3 finns det tilläggsskivor så man kan resa mer, dels Backpacker 3: Mediterraneo, som avhandlar området kring Medelhavet och Backpacker 3: Americana där resan går till Nordamerika. Det finns även en samlingsbox där de båda expansionerna ingår, Backpacker 3: The Collection.
Den största skillnaden mellan Backpacker 3 och föregångaren Backpacker 2 är hur själva "arbetandet" går till. I trean svarar man på ett antal frågor och är en tillräckligt stor del av svaren rätta får man jobbet, medan man i tvåan får frågor under själva jobbperioden, och får betalt om man svarar rätt.
Spelet finns även i en brädspelsvariant och en dvd-variant.

## Systemkrav
För Windows:
- Windows 98/Me/2000/XP
- Pentium 3, 400 MHz
- 128 Mbyte RAM
- 500 Mbyte ledigt hårddiskutrymme
- 16-bitars grafikkort med färgdjup (3D-kompatibelt kort rekommenderas)
- 16-bitars DirectX-kompatibelt ljudkort
- Cd/dvd-ROM

### Fotnoter
1. ↑  ”Backpacker 3 | Svensk mediedatabas (SMDB)”. smdb.kb.se. https://smdb.kb.se/catalog/id/001439742. Läst 11 maj 2018.
2. ↑  ”Backpacker 3” (på engelska). Mobygames. 11 mars 2003. http://www.mobygames.com/game/backpacker-3. Läst 19 maj 2015.
3. ↑  ”Backpacker | Svensk mediedatabas (SMDB)”. smdb.kb.se. https://smdb.kb.se/catalog/id/001435044. Läst 11 maj 2018.
4. ↑  ”Backpacker | Svensk mediedatabas (SMDB)”. smdb.kb.se. https://smdb.kb.se/catalog/id/001435096. Läst 11 maj 2018.